# Belver de Cinca
Belver de Cinca är en kommun i Spanien.   Den ligger i provinsen Provincia de Huesca och regionen Aragonien, i den nordöstra delen av landet, 400 km öster om huvudstaden Madrid. Antalet invånare är 1 375. Arean är 83 kvadratkilometer. Belver de Cinca gränsar till Albalate de Cinca, Alcolea de Cinca och Gimenells i el Pla de la Font. 
Terrängen i Belver de Cinca är platt.